# القفلة (الشاهل)

تعديل مصدري - تعديل

القفلة هي إحدى قرى عزلة الامرور بمديرية الشاهل التابعة لمحافظة حجة، بلغ تعداد سكانها 348 نسمة حسب تعداد اليمن لعام 2004.